# Cordoba (Film)
Cordoba ist ein spanisch-französisch-italienischer Spielfilm des Regisseurs Carlos Saura aus dem Jahr 1964. Das Drehbuch verfasste Mario Camus zusammen mit dem Regisseur. Die Hauptrollen sind mit Francisco Rabal, Lea Massari, Philippe Leroy und Lino Ventura besetzt. Seine Uraufführung erlebte das Werk im Juni 1964 bei den Internationalen Filmfestspielen Berlin. 

## Inhalt
Der Film spielt in Spanien während der Regierungszeit Ferdinand VII. Öffentlich als Rebellen hinrichten lässt der König diejenigen, die für die Republik eintreten. Das Volk ist aufgebracht, die Stimmung schlecht. Im Fahrwasser der Freischärler treiben aber auch reine Banditen ihr Unwesen, die ohne bestimmte politische Ziele sich einfach die Unruhe im Lande zunutze machen und sich bereichern wollen. José Rodriguez ist ein solcher Banditenführer. Vielleicht verteidigte er früher einmal liberale Ideale, aber die Ratschläge korrumpierter „Kollegen“ und die Geldgier haben ihn längst zum reinen Räuber gemacht. Er bringt es durch in Andalusien erhobene Wegegelder und Raubzüge zu ansehnlichen Einnahmen. 
Als Josés Frau und Kind von den Söldnern des Monarchen getötet werden, nimmt er an diesen blutige Rache. Der König bietet ihm und seinen Leuten schließlich Frieden und Gnade an, aber wenig später wird José, nachdem er den Frieden angenommen hatte, von einem früheren Freund als Verräter niedergestreckt.

## Kritik
Das Lexikon des internationalen Films kommt zu dem Schluss, dieser zweite Spielfilm des sozial- und regimekritischen spanischen Regisseurs Saura sei zwar stilistisch noch unsicher, enthalte aber bereits Untertöne, die von der Franco-Zensur entfernt worden seien.
Der Evangelische Film-Beobachter gelangt zu einer ähnlichen Einschätzung: Die guten thematischen Möglichkeiten des Stoffes wurden nicht genutzt. Damit ergibt sich zwischen dem Inhalt des Films und seiner Form, die wesentlich besser geraten ist, ein derartiges Qualitätsgefälle, daß wir eine ausdrückliche Empfehlung nicht aussprechen können.

## Weblink
- Cordoba bei IMDb